# Passo del Bocco
Le passo del Bocco est un col situé à 957 mètres d'altitude, entre la ville métropolitaine de Gênes et la province de Parme, en Italie.

## Géographie
Ce col est situé à la frontière entre les régions d'Émilie-Romagne et de Ligurie. Sur son versant sud-ouest coule un torrent, le Sturia, qui rejoint la mer Méditerranée. Au nord-est coule le Taro, une rivière qui rejoint le Pô entre Crémone et Parme.

## Cyclisme
En 1994 lors du Giro, le passo del Bocco voit l'arrivée d'un contre-la-montre individuel en côte (35 km). Evgueni Berzin y conforte sa place de leader de la course en remportant l'étape. Quelques jours plus tard il remporte le Tour d'Italie 1994.
Le 9 mai 2011, le Giro emprunte de nouveau les routes de ce col à l'occasion de la troisième étape, qui est marquée par la mort du coureur belge de la formation Leopard-Trek Wouter Weylandt à la suite d'une chute dans la descente.
L'ascension du Passo del Bocco est de nouveau prévue lors de la 12e étape du Giro 2022, classée en 3e catégorie.